# Ракиловци
Ракиловци е село в Западна България. То се намира в община Ковачевци, област Перник.

## География
Село Ракиловци се намира в планински район. Отстои на 56 км югозападно от столицата София, на 29 км в същата посока от гр. Перник и на 20 км западно от стария административен център (околийски) гр. Радомир. Землището на Ракиловци, простиращо се на площ от 14 500 дка, граничи с това на селата: Сирищник (на север), Ковачевци (на изток-североизток), Лобош (на юг), Пещера (на югозапад) и Враня стена (на запад). Климатът е умерен и се отличава с топли лета и студени зими. Почвите са предимно излужени канелени горски, които са доста изтънели поради чести пороища в миналото. Местните природни условия благоприятстват за развитие на земеделие, представено предимно от овощарство (сливи, круши, ябълки, череши и др.) и животновъдство – овцевъдство, свиневъдство и козарство.

## История
Съществуват различни предположения за произхода на името „Ракиловци“, според които то идва от: „рак“ – „рац(к)и“; „раце“ и „лова“ (от израза „хората се ловят за ръце“, при изкачване на стръмни места, каквито ги има тук); „Ракит(л)ово“, при което местните жители се наричат „ракиловци“. Но най-правдоподобна изглежда версията, че селото носи името си на неговия основател – някой си Райкул (Райко), който пръв се заселил на мястото на днешното село, като жителите на образуваното селище започнали да ги наричат „ракиловци“, а от там и самото село – „Ракиловци“. Най-старо датираният поселищен живот в границите на ракиловското землище е засвидетелстван с останките от антично селище от трако-римската епоха в местността „Равнѝще“ (в западния край на селото). Археологическите материали от древното селище са пръснати на площ от около 40 – 50 дка върху плато между махалите Бандачки и Ченгеневи. На това място са разкривани стени, изградени от ломен камък с хоросанова спойка, изваждани са тухли, намирани са съдове и монети. Днес на терена, зает от селището, се срещат само фрагменти от строителна и битова керамика. Според специалистите, античното селище е едно от големите селища от поречието на река Светля и предхожда крепостите от късната античност (IV – VI в.).
Друг обект, принадлежащ към епохата на селището и вероятно свързан с него (намира се в близост), са две антични надгробни могили, известни като „Чуките“. Не се изключва и възможността те да са свързани са намиращата се при съседното село Ковачевци антична вила „Рустика“.
Няма сведения дали тукашното антично селище е продължило съществуването си и през късната античност (IV – VI в.), но като се има предвид наличието на крепости в района от тази епоха, които са били изградени за да охраняват минавалите от тук пътища и да противодействат на нахлуващите от север племена (хуни, готи, славяни, авари), или да  обслужват местния рудодобив, то би могло да се предположи, че селището в м. „Равнище“ е било наследено от друго, ако не на същото място, някъде в близост.
 
Известно е, че през VI – VII  в. по поречието на Струма и около Сердика се заселват славяни, но тяхно присъствие в землището на Ракиловци не е установено. Тези земи влизат в границите на българската държава след превземането на Сердика от кан Крум през 809 г. Впоследствие, през средните векове, те са неизменна част от България, с изключение на малки промеждутъци от време и по за дълго (близо 200 години) – през византийското иго (XI-XII в.).
Средновековен живот на територията на ракиловското землище е засвидетелстван с останките от стара църква, наричана от местното население „Манастирище“. Разпръснати около нея единични фрагменти от строителна керамика насочват към ранното средновековие. Може да се предположи, че храмът е бил изграден не дълго след приемането на християнството от българите (средата на IX в.), като е принадлежал на съществувал на това място манастир или е обслужвал населението на намирало се в близост селище (може би приемник на селището в м. „Равнище“).

В известните средновековни извори не са запазени сведения за средновековно селище, предшественик на днешното Ракиловци. За неговото по-отколешно съществуване свидетелстват единствено местни предания и легенди.

## Редовни събития
Събор в селото
Летният събор на селото до към 1920 г. е ставал на празника Летен Никулден или в по-близкия до датата неделен ден. Църковното настоятелство е събирало пари и продукти за подготовката на празника. След построяване на паметника в селото, до 1944 година се провежда и втори събор, на Архангеловден.

## Личности
Родени в Ракиловци
- Георги Иванов, български революционер от ВМОРО, четник на Михаил Чаков[4]
- Ненко Хранов (1850 – 1936), български опълченец и народен представител в следосвобожденска България